# Helmgrasputkopje
De helmgrasputkopje (Baryphyma maritimum) is een spinnensoort in de taxonomische indeling van de hangmatspinnen (Linyphiidae).
Het dier komt uit het geslacht Baryphyma. Baryphyma maritimum werd in 1970 beschreven door Crocker & Parker.